# 融合基因

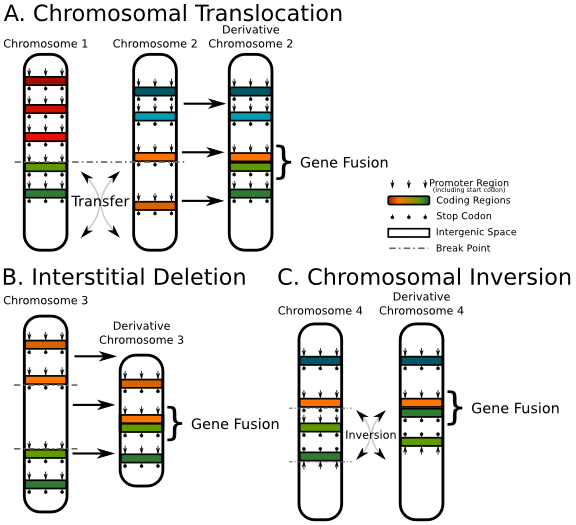
顯示融合基因在染色體水平上形成方式的示意圖

融合基因（英語：Fusion gene）是指两个基因的全部或一部分的序列相互融合为一个新的基因的过程，属于结构变异的一种情况，其有可能是染色體易位、中间缺失或染色体倒置所致的结果。